# Burgundski cesarski okraj
Burgundski cesarski okraj (nemško: Burgundischer Kreis, tj. 'Burgundski krog') je bil eden od desetih okrajev znotraj Svetega rimskega cesarstva, , in sicer tisti, ki je od leta 1512 zajemal regiji Habsburško Nizozemsko in Franche-Comté. Prva delitev na cesarske okraje je iz leta 1500.  Leta 1512 je bil Burgundski okraj odcepljen od okraja Spodnjega Porenja in Vestfalije. Okraj je obsegal vse dežele zahodno od Utrechta in Geldersa ter zahodno in južno od Maasa.
Leta 1549 so bila habsburška ozemlja znotraj okraja podvržena Pragmatični sankciji Habsburške dinastije je zagotovila dinastično enotnost, ki so jo poznejši zgodovinarji poimenovali Sedemnajsta Nizozemska.

## Zgodovina
S kombinacijo poročne politike in osvajanja so Nizozemske dežele v 15. in 16. stoletju združili Burgundijci, ki so jih nato nasledili Habsburžani. Ti so imeli pravo oblast le na svojih avstrijskih ozemljih, tam so imeli tako imenovane dedne dežele. Habsburžani so morda redno oskrbovali cesarja Svetega rimskega cesarstva, toda v precej ohlapnih zveznih deželah cesarstva so bili posamezni vladarji zveznih držav pogosto pravi vladarji.
Na Nizozemskem pa je cesar res odločal. S poroko cesarja Maksimilijana I. z Marijo Burgundsko je Nizozemske dežele prevzel kot osebno 'dediščino' predhodne burgundske hiše in tam je vladal tudi rimski cesar Karel V. Habsburški kot vojvoda Brabantski, grof Flandrije, gospod Mechelena, in tako naprej. Ko je bila Vojvodina Gelders dodana njegovim posestim v Pogodbi iz Venlo-ja leta 1543, je na koncu nastalo bolj ali manj neprekinjeno teritorialno območje.
Upravna zveza tega konglomerata je nastala leta 1548 z  augsburško transakcijo ali pogodbo, ki je večinoma osvobodila Sedemnajst provinc izpod rimsko-nemškega cesarstva. Vezi s Svetim rimskim cesarstvom so bile drastično okrnjene. Nizozemski generalni stanovi niso bile več podrejeni Državnemu zboru, čeprav se je cesarju še vedno plačevala letna pristojbina. To je bil politični uspeh Marije Ogrske,  ki je kot guvernerka Nizozemske nasprotovala Nacionalni ligi zvestih držav, ki jo je želel ustanoviti njen brat cesar Karel V. Leto pozneje je Karlu uspelo urediti nasledstvo teh cesarskih okrajev. To je bilo zapečateno v Pragmatični sankciji (1549), ki je določala, da bo burgundski okraj od takrat naprej obstajal kot dinastična enota.
Knezo-škofija Liège, Vojvodstvo Bouillon, grofija Horn, cesarska Stavelot-Malmedy in Thorn, cerkveno gospostvo Cambrai in mesto Cambrai , Ameland,  dežela Cuyk, Bommel, Ravenstein in Vijfherenlanden so bili od leta 1500 del cesarskega okraja Spodnje Porenje-Vestfalija in so takrat ostali v celoti rimsko-nemški.
Vendar pa je Burgundski okraj doživel drastično spremembo z neodvisnostjo Republike sedmih združenih provinc leta 1581. Čeprav sta novo državo med drugim kmalu priznali Francija in Anglija, je trajalo vse do leta 1648 do mirovnega sporazuma v Münstru , preden so jo priznali tudi španski in avstrijski Habsburžani. Od leta 1648 je bilo priznano, da republika ni več del Burgundskega okraja, ki je tako v veliki meri izgubil svoj pomen. Leta 1678 je Franche-Comté prešel iz španskih v francoske roke, nato pa se je del, ki je ostal v lasti Habsburžanov, imenoval španska in kasneje avstrijska Nizozemska. Burgundski cesarski okraj je izginil s priključitvijo levega brega Rena Francoski republiki leta 1797.

## Dežele Burgundskega cesarskega okraja
| ime                            | vključitev | izključitev | pripomba                                        |
| ------------------------------ | ---------- | ----------- | ----------------------------------------------- |
| Spodnja Lorena                 |            |             | naslov povezan z Vojvodino Brabant              |
| Vojvodstvo Brabant             | 1512       | 1648, 1797  | Stanovski Brabant in Španski Brabant            |
| Vojvodina Limburg              | 1548       | 1797        |                                                 |
| Vojvodstvo Luxemburg           | 1548       | 1797        |                                                 |
| Vojvodina Gelders              | 1548       | 1648, 1713  | Zgornji Gelders ostane del do Utrechtskega miru |
| Grofija Flandrija              | 1512       | 1797        |                                                 |
| Grofija Artesija               | 1512       | 1678        | Nijmegenski mir                                 |
| Svobodna grofija Franche-Comté | 1512       | 1678        | Nijmegenski mir                                 |
| Grofija Hainaut                | 1512       | 1797        |                                                 |
| Grofija Holandija              | 1512       | 1648        |                                                 |
| Grofija Zeeland                | 1512       | 1648        |                                                 |
| Grofija Namur                  | 1512       | 1797        |                                                 |
| Grofija Zutphen                | 1548       | 1648        |                                                 |
| Mejna grofija Antwerpen        | 1512       | 1797        | del Brabanta                                    |
| Gospostbvo Frizija             | 1548       | 1648        |                                                 |
| Gospostvo Utrecht              | 1548       | 1648        |                                                 |
| Gospostvo Overijssel           | 1548       | 1648        | vključno z Drenthe (pokrajina)                  |
| Gospostvo Groningen            | 1548       | 1648        |                                                 |
| Gospostvo Valkenburg           | 1548       | 1648, 1797  | Stanovski in Španski Valkenburg                 |
| Gospostvo Daelhem              | 1548       | 1648, 1797  | Stanovski in Španski Daelhem                    |
| Dežela 's-Hertogenrade         | 1512       | 1648, 1797  | Stanovski in Španski 's-Hertogenrade            |
| Gospostvo Salins               |            |             | naslov povezan z Franche-Comté                  |
| Gospostvo Mechelen             | 1512       | 1797        |                                                 |
| Maastricht                     | 1548       | 1648        | kondominij Lièga v Brabantu                     |
| Markizat Bergen op Zoom        | 1512       | 1648        | del Brabanta                                    |
| Walhain-Saint-Paul             | 1512       | 1797        | del Brabanta                                    |
| Baronstvo Breda                | 1512       | 1648        | del Brabanta                                    |
| Sombreffe                      | 1512       | 1797        | del Brabanta                                    |
| Rodemachern                    | 1548       | 1797        | del Luxemburga                                  |
| Neuerburg                      | 1548       | 1797        | del Luxemburga                                  |
| Manderscheid                   | 1548       | 1797        | del Luxemburga                                  |
| Kronenburg                     | 1548       | 1797        | del Luxemburga                                  |
| Opatija Echternach             | 1548       | 1797        | del Luxemburga                                  |
| Batenburg                      | 1548       | 1648        | del Geldersa                                    |
| Bergh                          | 1548       | 1648        | del Geldersa                                    |
| Bronkhorst                     | 1548       | 1648        | del Geldersa                                    |
| Bylandt                        | 1548       | 1648        | del Geldersa                                    |
| Grofija Culemborg              | 1548       | 1648        | spor med Holandija in Geldersom                 |
| Egmond                         | 1512       | 1648        | del Holandije                                   |
| Gospostvo Jever                | 1531       | 1575        | kot fevd cesarja Karla V.                       |
| Baronstvo IJsselstein          | 1512       | 1648        | del Holandije                                   |

## Poglej tudi
- Sedemnajst provinc